# Planeta Paulina
Planeta Paulina es el cuarto álbum de estudio de la cantante mexicana Paulina Rubio, publicado el 22 de agosto de 1996 en México, vía EMI México, y el 3 de septiembre en Estados Unidos, por EMI Latin. Alejándose del pop convencional de la época, la cantante se embarcó en un nuevo proceso de escritura y producción en Miami, Florida, colaborando con Marco Flores, con quien ya había trabajado en su anterior trabajo El Tiempo Es Oro (1995), así como con el reconocido compositor y productor estadounidense KC Porter, Cesar Valle y Marcello Azevedo. 
Considerado como su lanzamiento más arriesgado en ese entonces, Planeta Paulina generó expectativas de la crítica musical y recibió buenas reseñas de la prensa, aunque comercialmente no logró superar el éxito de sus anteriores producciones. Se publicaron cuatro sencillos que tuvieron un rendimiento modesto en las listas musicales: «Siempre Tuya Desde La Raíz», «Solo Por Ti», «Enamorada» y «Miedo». El disco se editó en países como Brasil y España, en los que EMI comenzó a promocionar a la cantante.  

## Contenido del álbum
Para la producción de Planeta Paulina, la cantante colaboró con compositores y productores con los que ya había trabajado en sus anteriores discos, incluyendo a Cesar Valle y Marco Flores, además de trabajar por primera vez con KC Porter, Cesar Lemos, Karla Aponte, Marcello Azevedo, Rodolfo Castillo y Thomas Grant.
El álbum presenta ritmos como el dance-pop, tecno pop, electrónica, house y eurodance, que la cantante exploró por primera vez en su carrera. Esto es muy notable en las mayorías de las canciones, como en el primer sencillo «Siempre Tuya Desde La Raíz», que es una canción dance-pop que incluye una infusión de la música disco inspirada en los años 70. En cuanto a un pop más burbujeante, las canciones «Dime» y «Despiértate» contienen una vibra más de aquella época. 
Además de producir todo el álbum, Paulina Rubio escribió la mitad de las canciones, una de las más destacadas es «Una Historia Más», una canción que habla sobre un hombre que se contagia de VIH después de tener una relación ocasional con otro hombre. También escribió «Enamorada», que líricamente habla de una mujer que se enamora de un hombre homosexual. 
En una conferencia de prensa en Colombia, la cantante dijo sobre el álbum:

Es un disco pensado con el corazón y la razón. La verdad, se hizo con mucho entusiasmo y profesionalismo. Trabajé como productora del álbum durante 18 meses y al quinto mes encontré el estilo futurista que buscaba. Luego vino el análisis de las letras que debían ser consistentes
Paulina Rubio

## Reseñas de la crítica
«Temas como «Miel Y Sal», «Miedo» y «Siempre Tuya Desde La Raíz» son irresistibles para la pista de baile, pero Rubio rellena el álbum con momentos de inesperada profundidad. Ella escribió algunos de sus momentos más fuertes, como lo plasma en «Enamorada» , una historia desgarradora de una mujer que se da cuenta de que su novio está enamorado de otro hombre, el cual es gay, y «Una Historia Más», en referencia pensativa, velado a causa del sida. En su mayor parte, sin embargo, Planeta Paulina se eleva sobre una energía contagiosa que los oyentes deberán enviar al cielo». Joey Guerra, a través de Amazon.

## Promoción

### Sencillos
El primer sencillo del álbum, «Siempre Tuya Desde La Raíz», se estrenó en junio de 1996 en las emisoras de radios en México y un mes después se mandó la canción a toda Latinoamérica y Estados Unidos. El sencillo presentó una versión más «futurista» y «dance» de la cantante en cuyo video, dirigido por Fernando de Garay, muestra una imagen mucho más delgada y con una melena más corta y ondulante. El segundo sencillo, «Solo Por Ti», salió en octubre de 1996 y el videoclip de la canción se estrenó durante el programa de televisión especial de Planeta Paulina, trasmitido por la cadena Las Estrellas. En las listas musicales alcanzó el puesto número seis en México.
«Miedo», el tercer sencillo del álbum, fue el único corte promocional que no contó con un videoclip. La canción se envío a las emisoras de radios a finales de 1996. Fue interpretada por Paulina Rubio en sus conciertos y la promocionó en algunos programas de televisión como La Tocada. En el mismo periodo se estrenó en algunos territorios de Latinoamérica el tema de la telenovela Pobre Niña Rica, que fue incluida en el disco como bonustrack. 
El cuarto y último sencillo de Planeta Paulina, «Enamorada», se lanzó en enero de 1997 y logró consolidarse en las listas musicales de México, entrando al top 10. Cuando se estrenó el videoclip de la canción, dirigido por Fernando de Garay, causó polémica porque en este se muestra a una pareja homosexual y la bandera de la comunidad LGBT. Paulina Rubio fue una de las primeras artistas de pop en México en mostrar apoyo a este sector, que en esa época, aún era muy estigmatizado en la sociedad. «Enamorada» se convirtió en un himno de la comunidad LGBT y en una canción de culto que conforme pasó el tiempo, formó parte de los clásicos de la aritsta. 

## Lista de canciones
| Planeta Paulina |                              |                                                                                          |                              |          |  |
| N.º             | Título                       | Escritor(es)                                                                             | Productor(es)                | Duración |  |
| 1.              | «Introducción»               | Paulina Rubio · César Valle                                                              | Paulina Rubio · Marco Flores | 0:49     |  |
| 2.              | «Miel y sal»                 | Karla Aponte · César Lemos · Marcello Azevedo                                            | Flores                       | 4:11     |  |
| 3.              | «Tú y yo»                    | Flores · KC Porter                                                                       | Flores · KC Porter           | 4:05     |  |
| 4.              | «Solo por ti»                | Flores                                                                                   | Flores                       | 4:14     |  |
| 5.              | «Enamorada»                  | Rubio · Valle                                                                            | Rubio · Flores               | 3:27     |  |
| 6.              | «Miedo»                      | Rubio · Valle                                                                            | Flores                       | 3:20     |  |
| 7.              | «Siempre tuya desde la raíz» | Aponte · Lemos · Rodolfo Castillo                                                        | Flores                       | 4:39     |  |
| 8.              | «Sueño de cristal»           | Flores                                                                                   | Flores                       | 3:46     |  |
| 9.              | «Una historia más»           | Rubio · Flores                                                                           | Rubio · Flores               | 3:44     |  |
| 10.             | «Dime»                       | Rubio · Thomas Grant                                                                     | Thomas Grant                 | 3:52     |  |
| 11.             | «Despiértate»                | Rubio · Bella Morel · Fredrik Lenander · Lars Erlandsson · Per Magnusson · David Kreuger | Rubio · Flores               | 3:10     |  |
| 39:48           |                              |                                                                                          |                              |          |  |

## Créditos
- Paulina Rubio – voz principal, corista
- Paulina Rubio & Marco Flores  - productores ejecutivos
- Paulina Rubio – concepto
- Marco Flores, Rodolfo Castillo, Ralf Estemman, Brian Duncan, Marcelo Acevedo, César Lemos, Luis Montes – Arreglos y secuencias
- César Sogre – Ingeniero de mezclas
- Gustavo Celis – Asistente de grabación
- EMI Music –  Producción discográfica
- Ice Studio Miami – Diseño
- Activenet –  Producción digital
- Diego Robledo –  Fotografía[6]